# Ludwig Büchner
Friedrich Karl Christian Ludwig Büchner (Darmstadt, 29 de março de 1824 – 1 de maio de 1899) foi um médico e filósofo alemão.

## Trabalho filosófico
Ao estimar a filosofia de Büchner, deve-se lembrar que ele era principalmente um fisiologista, não um metafísico. Matéria e força (ou energia) são, ele sustentou, infinitas; A conservação da força decorre da imperecibilidade da matéria, a base última de toda ciência.
Büchner nem sempre é claro em sua teoria da relação entre matéria e força. Ao mesmo tempo, ele se recusa a explicá-lo, mas geralmente ele assume que todas as forças naturais e espirituais estão residindo na matéria. Assim como uma máquina a vapor, diz ele em Kraft und Stoff (7ª ed., p. 130), produz movimento, o intrincado complexo orgânico da substância portadora de força em um organismo animal produz uma soma total de certos efeitos, que, quando unidos em uma unidade, são chamados por nós de mente, alma, pensamento. Aqui ele postula a força e a mente como emanando da matéria original, um monismo materialista. Mas em outras partes de suas obras ele sugere que a mente e a matéria são dois aspectos diferentes daquilo que é a base de todas as coisas, um monismo que não é necessariamente materialista.
Büchner estava muito menos preocupado em estabelecer uma metafísica científica do que em protestar contra o idealismo romântico de seus predecessores e as interpretações teológicas do universo. A natureza, segundo ele, é puramente física; não tem propósito, nem vontade, nem leis impostas por autoridade externa, nem sanção ética sobrenatural.
Büchner endossou a teoria da evolução de Charles Darwin uma década após sua primeira publicação, escrevendo o livro Man in the Past, Present and Future em 1869 sobre o que ele achava que eram as implicações do darwinismo. Ele acreditava que isso incluía a humanidade se movendo para um estado de ser mais gentil, onde uma luta primitiva pela vida não se aplicaria mais ou pelo menos seria substituída por lutas puramente intelectuais, e a guerra terminaria. Para conseguir isso, Büchner defendeu programas sociais do governo que ajudariam a aumentar a igualdade, incluindo a propriedade coletiva da terra e os direitos das mulheres (no entanto, ele não estendeu isso a elas que recebiam sufrágio, considerando isso prematuro na época).
Büchner, juntamente com Edward Aveling, participou do congresso da "Federação Internacional de Livres-Pensadores" realizado em Londres de 25 a 27 de setembro de 1881, no dia seguinte visitaram Darwin em 28 de setembro. Aveling publicou um relato completo de sua visita no National Reformer em 1882.

## Principais obras
- Kraft und Stoff. Empirisch-naturphilosophische Studien. In allgemein-verständlicher Darstellung. Meidinger, Frankfurt am Main 1855, Digitalisat und Volltext im Deutschen Textarchiv
- Physiologische Bilder. 2 volumes. Thomas, Leipzig 1861–1875
- Aus Natur und Wissenschaft. Studien, Kritiken und Abhandlungen. Thomas, Leipzig 1862
- Natur und Geist. 2ª edição. Leipzig 1865
- Sechs Vorlesungen über die Darwin’sche Theorie von der Verwandlung der Arten und die erste Entstehung der Organismenwelt. Sowie über die Anwendung der Umwandlungstheorie auf den Menschen, das Verhältniß dieser Theorie zur Lehre vom Fortschritt und den Zusammenhang derselben mit der materialistischen Philosophie der Vergangenheit und Gegenwart. In allgemein verständlicher Darstellung. Thomas, Leipzig 1868, (online)
- Die Stellung des Menschen in der Natur in Vergangenheit, Gegenwart und Zukunft oder: Woher kommen wir? Wer sind wir? Wohin gehen wir? Allgemein verständlicher Text mit zahlreichen wissenschaftlichen Erläuterungen und Anmerkungen. Thomas, Leipzig 1869 (online)
- Der Gottes-Begriff und dessen Bedeutung in der Gegenwart. Thomas, Leipzig 1874
- Aus dem Geistesleben der Thiere oder Staaten und Thaten der Kleinen. 3ª edição, Thomas, Leipzig 1880
- Liebe und Liebesleben in der Tierwelt. 2ª edição, Berlim 1885
- Ueber religiöse und wissenschaftliche Weltanschauung. Ein historisch-kritischer Versuch. Thomas, Leipzig 1887
- Die Macht der Vererbung und ihr Einfluß auf den moralischen und geistigen Fortschritt der Menschheit. Darwinistische Schriften, Heft 12, Ernst Günther, Leipzig 1882 (online)
- Der neue Hamlet. Poesie und Prosa aus den Papieren eines verstorbenen Pessimisten. Roth, Gießen 1885
- Das künftige Leben und die moderne Wissenschaft. Leipzig 1889
- Fremdes und Eignes aus dem geistigen Leben der Gegenwart. Spohr, Leipzig 1890
- Am Sterbelager des Jahrhunderts. Blicke eines freien Denkers aus der Zeit in die Zeit. Roth, Gießen 1898.
- Das Buch vom langen Leben. Oder die Lehre von der Dauer und Erhaltung des Lebens (Makrobiotik). Spohr, Leipzig 1892
- Darwinismus und Sozialismus oder Der Kampf um das Dasein und die moderne Gesellschaft. Escritos darwinistas, edição 19, Ernst Günther, Leipzig 1894 (online)
- Im Dienste der Wahrheit. Ausgewählte Aufsätze aus Natur und Wissenschaft. Com biografia do autor por Alex Büchner. Roth, Giessen 1900 (online)
- Kaleidoskop. Skizzen und Aufsätze aus Natur und Menschenleben. Roth, Gießen 1901